# UnsraW
UnsraW — японская группа, играющая альтернативный метал.
Группа UnsraW сформировалась в апреле 2006 года в следующем составе: Юки — вокал, Тэцу — гитара, Рай (Joker’s Satsuki) — гитара, Дзюн — бас, и Сё — ударные.
Группа работает со звукозаписывающей компанией Speed Disk; её творчество подверглось значительному влиянию Dir en grey. Имидж участников создается при участии Screaming Mad George, который работал с такими исполнителями как Hide, Penicillin и X-Japan. Группа сыграла несколько «secret live» без релизов, и начала свою карьеру на Speed Disc, лейбле звукозаписи, специализирующийся на группах Visual kei стиля. Группа была популярной в Японии.

## История
Впервые UnsraW выступили 23 августа 2006 года на Gate of Death. Неделю спустя они выпустили макси-сингл «-9-», который вышел ограниченным тиражом в количестве 1000 копий. Два месяца спустя появился их второй макси-сингл, а в декабре группа представила первый мини-альбом, представлявший собой компиляцию двух предыдущих синглов.

### Проблемы с составом
В конце июня 2009 года группа вернулась на музыкальную сцену, но потеряла басиста из-за его травмы руки.. Ещё позже из группы уходит ведущий гитарист. Впоследствии к группе официально присоединились гитарист Мадока и басист Дзюн, которые исполняли роль сессионных музыкантов поскольку участники не хотели делать перерыв в творчестве.

### Новый состав, наше время
После короткого перерыва, группа объявила о туре по Европе. Коллектив посетит западную и восточную Европу, в том числе Россию и Польшу.

### Завершение
В марте 2011 года на официальном сайте и в блогах появилось объявление о том, что по личным причинам группу покидает вокалист Юки. 4 марта группа осталась без вокалиста и была вынуждена заявить о роспуске, а также о вероятном последнем концерте. 23 июня 2011 года было заявлено, что UnsraW дают последний концерт «Last Curtain「～Dystopia～ 」» в токийском квартале Такаданобаба.

### Gate of birth
В течение некоторого времени о группе ничего не было слышно. Внезапно на официальном сайте вновь появилась ссылка на блог Юки. Также появилась информация о завершении деятельности группы после концерта «Gate of Birth» 23 июня 2012 года в зале Ikebukuro Edge, который будет отыгран в полном составе с вокалистом Юки.
На данный момент нет никакой информации о деятельности группы, релизах и последнем концерте.

## Состав
- Юки (勇企) — вокал
- Мадока (円) — гитара
- Тэцу (哲) — гитара
- Дзин(迅) — бас-гитара
- Сё (匠) — барабаны

### Бывшие участники
- Дзюн (准) — бас-гитара
- Рай (礼) — ведущая гитара[5]

## Дискография

### Альбомы
- Spiral Circle -Complete- (24 января 2007)
- Abel/Kein (Европейская версия, 26 сентября 2007)
- Abel/Kein (Японская версия, 6 февраля 2008)

### Мини-альбомы
- Spiral Circle (20 декабря, 2006)
- Calling (28 марта, 2007)
- Abel (29 августа, 2007)
- Kein (26 сентября, 2007)
- GUILTY (24 апреля, 2010)

### Синглы
- «-9-» (30 августа 2006)
- «Gate of Death» (25 октября 2006)
- «Lustful Days» (27 июня 2007)
- «REBORN» (23 сентября 2009)
- «Kleza in Utero» (19 ноября 2010)
- «Kleza in Marsh» (21 декабря 2010)
- «Kleza in Red clay» (16 января 2011)

### DVD
- Screaming Birthday (27 июня 2007)